# Нитрид лантана
Нитрид лантана — бинарное неорганическое соединение
лантана и азота с формулой LaN,
чёрные кристаллы,
реагирует с водой.

## Получение
- Реакция азота и гидрида лантана:

{\displaystyle {\mathsf {2LaH_{3}+N_{2}\ {\xrightarrow {450-500^{o}C}}\ 2LaN+3H_{2}}}}
- Реакция аммиака и гидрида лантана:

{\displaystyle {\mathsf {LaH_{3}+NH_{3}\ {\xrightarrow {800^{o}C}}\ LaN+3H_{2}}}}
- Реакция азота и амальгамы лантана:

{\displaystyle {\mathsf {2La+N_{2}\ {\xrightarrow[{-Hg}]{1050^{o}C}}\ LaN}}}

## Физические свойства
Нитрид лантана образует чёрные кристаллы
кубической сингонии,
пространственная группа F m3m,
параметры ячейки a = 0,5275 нм, Z = 4.

## Химические свойства
- Реагирует с водой и влагой из воздуха:

{\displaystyle {\mathsf {LaN+3H_{2}O\ {\xrightarrow {}}\ La(OH)_{3}+NH_{3}}}}
- Реагирует с кислотами:

{\displaystyle {\mathsf {LaN+4HCl\ {\xrightarrow {}}\ LaCl_{3}+NH_{4}Cl}}}